# Isthmohyla infucata
Espèce
Synonymes
- Hyla pseudopuma infucata Duellman, 1968
- Hyla infucata Duellman, 1968

Statut de conservation UICN

 DD  : Données insuffisantes
Isthmohyla infucata est une espèce d'amphibiens de la famille des Hylidae.

## Répartition
Cette espèce est endémique du Panama. Elle se rencontre entre 830 et 910 m d'altitude sur le versant caraïbe de la cordillère de Talamanca dans la province de Bocas del Toro,.

## Publication originale
- Duellman, 1968 : Description of New Hylid Frogs From Mexico and Central America. University of Kansas publications, Museum of Natural History, vol. 17, no 13, p. 559-578 (texte intégral).